# Episodi di West Wing - Tutti gli uomini del Presidente (seconda stagione)
La seconda stagione della serie televisiva West Wing - Tutti gli uomini del Presidente, composta da 22 episodi, è andata in onda negli Stati Uniti dal 4 ottobre 2000 al 16 maggio 2001 sul canale NBC.
In Italia è stata trasmessa da Rete 4 dal 17 gennaio 2003 al 24 giugno 2004.
In questa stagione si scopre che l'attentato ha ferito sia il Presidente che Josh, e, mentre Sam e Toby ricordano il momento in cui sono stati coinvolti da Josh nella corsa alle presidenziali, emergono due situazioni di instabilità: la moglie del Presidente rivela all'anestesista dell'équipe medica che il marito soffre di una forma di sclerosi multipla, mentre si valuta, considerate le condizioni del Presidente, se invocare il 25º emendamento e passare i poteri al vice presidente.
Tutta la stagione sarà segnata dalle conseguenze dell'attentato, soprattutto per Josh, che dovrà ricorrere a uno psicologo per superare le crisi di panico a cui andrà soggetto, e per lo staff, a lungo indeciso sull'idea di rivelare all'opinione pubblica la malattia del Presidente. Intanto, anche C.J. e Donna ricordano i giorni del loro ingresso nello staff del futuro Presidente, e crisi locali e internazionali di minore e maggiore gravità sono all'ordine del giorno per l'azione governativa del Presidente, che se non altro trova un momento per riflettere sulla grandezza delle scoperte dell'uomo quando una sonda spaziale atterra su Marte.
Mentre si avvicina il momento di dichiarare la propria volontà di correre per le successive elezioni presidenziali, Bartlet, che si vorrebbe ricandidare, ha un violento scontro con la moglie, che gli ricorda il patto che avevano fatto: una sola legislatura.
| nº | Titolo originale                                        | Titolo italiano            | Prima TV USA     | Prima TV Italia   |
| -- | ------------------------------------------------------- | -------------------------- | ---------------- | ----------------- |
| 1  | In the Shadow of the Two Gunmen (1)                     | Spari nell'ombra           | 4 ottobre 2000   | 17 gennaio 2003   |
| 2  | In the Shadow of the Two Gunmen (2)                     | Il terzo uomo              | 4 ottobre 2000   | 31 gennaio 2003   |
| 3  | The Midterms                                            | Sindrome da attentato      | 18 ottobre 2000  | 7 febbraio 2003   |
| 4  | In This White House                                     | Da presidente a presidente | 25 ottobre 2000  | 14 febbraio 2003  |
| 5  | And It's Surely to Their Credit                         | Senso del dovere           | 1º novembre 2000 | 21 febbraio 2003  |
| 6  | The Lame Duck Congress                                  | Il seggio libero           | 8 novembre 2000  | 5 giugno 2003     |
| 7  | The Portland Trip                                       | Volo notturno              | 15 novembre 2000 | 12 giugno 2003    |
| 8  | Shibboleth                                              | Giorno del Ringraziamento  | 22 novembre 2000 | 18 giugno 2003    |
| 9  | Galileo                                                 | La sfida                   | 29 novembre 2000 | 25 giugno 2003    |
| 10 | Noel                                                    | Buon Natale, Josh          | 20 dicembre 2000 | 3 luglio 2003     |
| 11 | The Leadership Breakfast                                | Uno strano mal di gola     | 10 gennaio 2001  | 10 luglio 2003    |
| 12 | The Drop In                                             | Lo scudo stellare          | 24 gennaio 2001  | 17 luglio 2003    |
| 13 | Bartlet's Third State of the Union                      | Ostaggi                    | 7 febbraio 2001  | 2 agosto 2003     |
| 14 | The War at Home                                         | Lo scambio                 | 14 febbraio 2001 | 9 agosto 2003     |
| 15 | Ellie                                                   | Un padre ingombrante       | 21 febbraio 2001 | 16 agosto 2003    |
| 16 | Somebody's Going to Emergency, Somebody's Going to Jail | Alto tradimento            | 28 febbraio 2001 | 30 agosto 2003    |
| 17 | The Stackhouse Filibuster                               | Ostruzionismo              | 14 marzo 2001    | 6 settembre 2003  |
| 18 | 17 People                                               | Una difficile rivelazione  | 4 aprile 2001    | 13 settembre 2003 |
| 19 | Bad Moon Rising                                         | Il bandolo della matassa   | 25 aprile 2001   | 20 settembre 2003 |
| 20 | The Fall's Gonna Kill You                               | La morsa della verità      | 2 maggio 2001    | 10 giugno 2004    |
| 21 | 18th and Potomac                                        | Prima dell'annuncio        | 9 maggio 2001    | 17 giugno 2004    |
| 22 | Two Cathedrals                                          | Le due cattedrali          | 16 maggio 2001   | 24 giugno 2004    |

## Spari nell'ombra
- Titolo originale: In the Shadow of the Two Gunmen (1)
- Diretto da: Thomas Schlamme
- Scritto da: Aaron Sorkin

### Trama
Il Presidente e Josh vengono feriti nell'attentato, due attentatori vengono uccisi, il terzo è scappato. La First Lady è costretta a informare il medico che opererà il Presidente che egli soffre di sclerosi multipla. Josh viene ricoverato d'urgenza in gravissime condizioni. Nell'episodio sono inframmezzati dei flashback in cui si viene a sapere cosa facevano Toby, Sam, Leo e Josh prima che Bartlet diventasse Presidente. La narrazione torna al presente: il Presidente si rimetterà, ma Josh è ancora in pericolo di vita; il Vice Presidente deve ora governare il Paese e far fronte alla crisi militare a causa dell'abbattimento dell'F-117, anche se le decisioni seguono le indicazioni date da Leo. Si profila l'applicazione del 25° emendamento per garantire la leadership.
- Altri interpreti: Jorja Fox (Agente Gina Toscano), Michael O'Neill (Agente Ron Butterfield) , John Amos (Ammiraglio Percy Fitzwallace), Tim Matheson (Vice Presidente Hoynes), Andy Milder (Senatore Aide), Anna Deavere Smith (Nancy McNally), Stockard Channing (First Lady Abigail Bartlet), Elisabeth Moss (Zoey Bartlet)

## Il terzo uomo
- Titolo originale: In the Shadow of the Two Gunmen (2)
- Diretto da: Thomas Schlamme
- Scritto da: Aaron Sorkin

### Trama
Il terzo attentatore viene arrestato e dichiara che il bersaglio era Charlie; i giornalisti stanno addosso a CJ perché sembra che il Presidente, prima di essere messo sotto anestesia, non abbia firmato un documento con cui trasferiva temporaneamente i poteri. Continuano i flashback che raccontano come CJ, Toby, Sam, Josh e Leo si sono conosciuti e come hanno iniziato a lavorare insieme. Tornando al presente, Toby affronta l'agente Butterfield riguardo al fatto che, secondo la stampa, non c'erano sufficienti misure di sicurezza rispetto a quelle che pretendeva l'amministrazione precedente: Toby non vuole che gli agenti vengano messi sotto processo per una direttiva del Presidente stesso, ma Butterfield preferisce il processo mediatico piuttosto che divulgare le procedure di sicurezza al pubblico. Dopo una lunga e difficile operazione, Josh si sveglia: è fuori pericolo.
- Altri interpreti: Allen Garfield (Roger Becker), Ernie Lively (Signor Loch), Grace Zabriskie (Isabel), Michael O'Niell (Agente Ron Butterfield), Stockard Channing (First Lady Abigail Bartlet)

## Sindrome da attentato
- Titolo originale: The Midterms
- Diretto da: Alex Graves
- Scritto da: Aaron Sorkin

### Trama
Lo staff della Casa Bianca sta cercando di riprendersi psicologicamente dall'attentato, anche perché incombono le elezioni di medio termine; alcuni vorrebbero sfruttare la "simpatia" che l'elettorato prova nei confronti del Presidente, altri vorrebbero essere più concreti nell'agire cambiando alcune leggi, tra cui quella sul possesso delle armi. Charlie tiene a distanza Zoey perché si sente in colpa: l'obiettivo della sparatoria era lui, ma ci sono andati di mezzo Josh, che è stato dimesso ma è ancora convalescente, e il Presidente. Toby sta cercando un escamotage per mettere sotto indagine i gruppi estremisti di bianchi senza violare la legge sulla libertà di espressione. Sam propone al procuratore Tom Jordan, suo amico dai tempi dell'università, di candidarsi come deputato con l'appoggio dei Democratici, ma si scopre che seleziona giurie di soli bianchi quando l'imputato è di colore, tutto per garantirsi una condanna. Le elezioni si concludono con un nulla di fatto, la composizione del Congresso rimane invariata.
- Altri interpreti: James Denton (Tom Jordan), Rebecca Creskoff (Sarah Jordan), Jesse Corti (Dave Stewart),

## Da presidente a presidente
- Titolo originale: In This White House
- Diretto da: Ken Olin
- Scritto da: Peter Parnell & Allison Abner

### Trama
Sam si scontra in TV con un'agguerrita novellina repubblicana, Ainsley Hayes, che gli fa fare una figuraccia. Bartlet ne rimane impressionato e decide di assumerla, con grande costernazione di Sam e CJ. Il signor Nimbala, presidente di uno stato africano, si trova a Washington per discutere con dei rappresentanti di aziende farmaceutiche il perché il prezzo a cui vengono venduti i farmaci in alcuni Stati occidentali sia la metà del prezzo di vendita applicato per dei Paesi africani. Le medicine servono per cercare di contenere la diffusione dell'AIDS, ma si viene a creare uno scontro culturale a cui Toby e Josh riescono a trovare un compromesso. Mentre il presidente Nimbala si trova negli Stati Uniti, avviene un colpo di Stato nel suo Paese: il Presidente Bartlet offre asilo al presidente africano, che lo rifiuta perché vuole tornare per stare vicino alla sua famiglia e al suo popolo: verrà giustiziato appena atterrato. La Hayes, pur in disaccordo con tutti i membri dello staff, decide di andare a lavorare per l'amministrazione Bartlet, convinta della loro rettitudine.
- Altri interpreti: Ted McGinley (Mark Gottfried), Emily Procter (Ainsley Hayes), Zakes Mokae (Presidente Nimbala), Brigid Brannagh (Harriet)

## Senso del dovere
- Titolo originale: And It's Surely to Their Credit
- Diretto da: Christopher Misiano
- Scritto da: Kevin Falls & Laura Glasser

### Trama
La Hayes inizia a lavorare per l'amministrazione Bartlet tra mille perplessità dello staff democratico e in un ufficio relegato in fondo agli scantinati. Il consigliere per la Casa Bianca Tribbey, suo superiore, è a dir poco scontento di dover lavorare con lei, però ne riconosce il valore e l'intelligenza e con Sam Seaborn non esiterà a licenziare due tronfi impiegati dell'ufficio legale che, oltre ad aver combinato un guaio sul lavoro, non esiteranno a mobbizzarla. Il generale Barrie, militare in forte disaccordo con l'amministrazione Bartlet, sta per andare in pensione e vuole approfittare di una trasmissione televisiva per togliersi qualche sassolino dalla scarpa; toccherà a CJ cercare di farlo ragionare. Josh deve pagare parte delle cure ospedaliere perché l'assicurazione non gliele rimborsa; Sam gli suggerisce, anziché far causa alla compagnia, di far causa a chi gli ha sparato, ma Josh desiste.
- Altri interpreti: John Larroquette (Lionel Tribbey), Stockard Channing (First Lady Abigail Bartlet), Daniel Roebuck (Tenente Buckley), Tom Bower (Generale Barrie), Emily Procter (Ainsley Hayes)

## Il seggio libero
- Titolo originale: The Lame Duck Congress
- Diretto da: Jeremy Kagan
- Scritto da: Lawrence O'Donnell Jr.

### Trama
C'è da ratificare il trattato sul bando degli esperimenti con le armi nucleari e lo staff sta lavorando per fare in modo che il Congresso appoggi i voleri del Presidente in merito: un seggio al Senato infatti è vacante ed è necessario capire chi nominare per quel posto affinché voti a favore del bando. Un membro del parlamento ucraino si presente alla Casa Bianca ubriaco e, pur non avendo un appuntamento, pretende di vedere il Presidente; toccherà a Josh cercare di farlo ragionare senza che i giornalisti se ne accorgano. Toby scopre che un democratico al Congresso voterà contro la ratifica del bando e incontra il Senatore Marino per capire chi è il "traditore"; Ainsley convince Sam ad accompagnarlo a un incontro con alcuni esponenti repubblicani del Congresso, riuscendo a sbloccare in parte lo stallo sui voti.
- Altri interpreti: Mike Starr (attore) (Senatore Tony Marino), Emily Procter (Ainsley Hayes),

## Volo notturno
- Titolo originale: The Portland Trip
- Diretto da: Paris Barclay
- Scritto da: Paul Redford

### Trama
Il Presidente si reca a Portland, mentre una Leo lo informa che una petroliera è stata fermata nel Golfo per sospetto contrabbando di petrolio in violazione all'embargo. Josh incontra il deputato Skinner, gay e repubblicano, per parlare della discussione in Congresso di una legge sul riconoscimento dei matrimoni tra persone dello stesso sesso; il deputato è sorprendentemente contrario perché pensa che il Paese non sia ancora pronto per una riforma del genere. Sam, sull'Air Force One, si sta disperando perché non riesce a scrivere per il Presidente un discorso sul tema dell'istruzione che ritenga essere incisivo.
- Altri interpreti: David Graf (Colonnello Chase), Emily Procter (Ainsley Hayes)

## Giorno del Ringraziamento
- Titolo originale: Shibboleth
- Diretto da: Laura Innes
- Scritto da: Patrick Caddell

### Trama
È la settimana del Ringraziamento. Una nave proveniente dalla Cina con un centinaio di clandestini viene fermata al largo di San Diego; i cinesi a bordo sostengono di essere cristiani evangelici e pertanto chiedono asilo per evitare la persecuzione religiosa nel loro Paese; si apre il problema se concedere o meno il permesso allo sbarco: la Cina e le Nazioni Unite affermano che il cristianesimo non è perseguitato in patria e si pone il quesito se essi siano veramente cristiani. Bartlet incontra uno di loro per stabilire se mentono e gli pone delle domande; l'uomo cinese gli risponde che non è possibile dare una prova di Fede e convince il Presidente della loro sincerità, che dovrà risolvere il problema per salvare i rifugiati senza offendere la Cina. Il Presidente intanto vuole aprire un dibattito sull'obbligo delle preghiere nelle scuole; CJ, come addetta stampa, deve decidere quale tra i due tacchini (vivi) consegnati alla Casa Bianca deve essere graziato dal Presidente nella cerimonia tradizionale, ma le dispiace per l'altro che finirebbe ucciso e cucinato: troverà un modo per salvarli entrambi con l'aiuto di Bartlet.
- Altri interpreti: Annie Corley (), Sam Anderson (John LaSalle), Annie Corley (Mary Marsh)

## La sfida
- Titolo originale: Galileo
- Diretto da: Alex Graves
- Scritto da: Kevin Falls and Aaron Sorkin

### Trama
Lo staff prepara il Presidente affinché parli alla Nazione per annunciare che la prima sonda spaziale è atterrata su Marte, ma dovranno rivedere il programma perché la NASA ha perso i contatti. Toby deve incontrare il ministro delle poste perché c'è da scegliere un soggetto per un nuovo francobollo. Il Presidente deve anche trovare la linea di condotta da tenere con l'Islanda affinché non violi il divieto della caccia alle balene. In Russia avviene un'esplosione: i russi dicono che è stata una raffineria di petrolio a saltare in aria, mentre in realtà sembra si tratti di un sito missilistico segreto. Charlie si lascia scappare con un giornalista che al Presidente non piacciono i fagiolini: ciò scatena la preoccupazione di tutti perché l'Oregon, dove Bartlet ha vinto per pochissimo, deve la sua economia proprio alla coltivazione dei fagiolini.
- Altri interpreti: John Carroll Lynch (Jack), Colm Feore (Tad Withney)

## Buon Natale, Josh
- Titolo originale: Noel
- Diretto da: Thomas Schlamme
- Scritto da: Peter Parnell

### Trama
Vigilia di Natale. Josh è costretto a incontrare uno psicologo a causa di un possibile disturbo da stress post-traumatico in seguito all'attentato subito; la narrazione si sposta a 3 settimane prima, quando sembra che Josh abbia iniziato a dare segnali preoccupanti riguardo al suo comportamento.
CJ viene a sapere che una donna in visita alla Casa Bianca ha avuto una reazione convulsa dinnanzi a un quadro: indagando, scopre che apparteneva agli antenati della donna, ebrei francesi a cui i nazisti avevano rubato gli oggetti di valore; si prodiga pertanto a restituire il dipinto con le loro più sentite scuse, anche se l'amministrazione non era a conoscenza della storia del dipinto.
Un pilota militare si schianta con il suo aereo da caccia, ma si scopre che l'atto è stato un suicidio intenzionale; l'episodio dà inizio, tramite una serie di associazioni di idee, al declino psicologico di Josh, che inizia a scattare a ogni occasione e fino ad alzare la voce anche col President; Josh arriva addirittura a ferirsi in un momento di rabbia. La presa di coscienza dei motivi del suo comportamento sarà l'inizio per Josh del suo processo di guarigione.
- Altri interpreti: Adam Arkin (Dott. Keyworth), Paxton Whitehead (Bernard Thatch), Yo-Yo Ma (se stesso), Daniel von Bargen (Generale Ken Shannon), Gregory Alan Williams (Robbie Mosley), Gary Carlos Cervantes (Bobby Dunn)

## Uno strano mal di gola
- Titolo originale: The Leadership Breakfast
- Diretto da: Scott Winant
- Scritto da: Paul Redford

### Trama
Lo staff dell'Ala Ovest sta organizzando una colazione per cementare la collaborazione bipartisan e a CJ tocca decidere la disposizione a tavola degli invitati. Leo istruisce Josh, Toby e Sam di cosa parlare e non parlare durante la colazione per non trasformarla in una discussione politica. Toby discute con Ann Stark, capo del personale del più influente esponente dei Repubblicani, del salario minimo e della legge sui diritti dei pazienti. La Stark prende queste confidenze come una dichiarazione e fa una soffiata ad un giornalista, il quale rivolge durante la conferenza stampa una domanda scomoda al deputato repubblicano Shallick, scatenando una bufera mediatica. Toccherà a CJ cercare di rimediare in modo che il clima si distenda e si possa arrivare alla colazione bipartisan con animo sereno.
- Altri interpreti: Felicity Huffman (Ann Stark), Corbin Bernsen (Deputato Herny Shallick), Thomas J. McCarthy (Senatore Thomas)

## Lo scudo stellare
- Titolo originale: The Drop In
- Diretto da: Lou Antonio
- Scritto da: Lawrence O'Donnell Jr.

### Trama
Mentre viene testato, senza successo, uno scudo stellare per difendersi da eventuali attacchi nucleari da nazioni ostili, CJ annuncia che il Presidente incontrerà durante una cerimonia dedicata i nuovi ambasciatori di Paesi stranieri assegnati agli Stati Uniti, tra cui Lord Marbury per la Gran Bretagna, che sta cordialmente antipatico a Leo. Il Presidente ha un incontro con esponenti del CDC per discutere del progetto di recupero dell'ambiente: Toby è preoccupato perché è un'associazione ambientalista e teme ripercussioni dal mondo delle aziende. Modifica così il discorso scritto da Sam, suscitando la sua ira.
- Altri interpreti: David Graf (Colonnello Chase), Roger Rees (Lord John Marbury), Randy Brooks (Arthur Leeds), Rocky Carroll (Corey Sykes)

## Ostaggi
- Titolo originale: Bartlet's Third State of the Union
- Diretto da: Christopher Misiano
- Scritto da: Allison Abner & Dee Dee Myers

### Trama
È il momento del discorso sullo stato dell'Unione: il Presidente annuncia l'istituzione di una commissione bipartisan per studiare il futuro a lungo termine dei programmi di assistenza e Joy Lucas viene incaricata di fare un sondaggio per sapere l'opinione degli elettori, ma le telefonate vengono interrotte a causa di un black out. Al ricevimento che segue il discorso, uno degli ospiti speciali è l'agente Jack Sloan, ma lo staff viene a sapere che in passato ha avuto la mano un po' pesante durante un arresto e teme una ripercussione negativa sul Presidente. Cinque agenti speciali dell'antidroga sono stati rapiti in Colombia: Leo, in vece del Presidente, inizia a preparare con lo stato maggiore un piano per il salvataggio. CJ parla con l'agente Sloan, che rimane amareggiato dal riemergere dal passato di quell'episodio, di cui nega ogni responsabilità. La First Lady litiga con Bartlet perché, durante il suo discorso allo stato dell'Unione, si è chiaramente capito che il Presidente si stava ricandidando per una seconda legislatura, contrariamente al patto che avevano fatto i due coniugi: un solo mandato.
- Altri interpreti: Marlee Matlin (Joy Lucas), Stockard Channing (First Lady Abigail Bartlet), Emily Procter (Ainsley Hayes), Corbin Bernsen (Deputato Herny Shallick), Ted McGinley (Mark Gottfried), Glenn Morshower (Mike Kysler), Gregory Alan Williams (Robbie Mosley), Tony Plana (Mickey Troop), Richard Riehle (Agente Sloan)

## Lo scambio
- Titolo originale: The War at Home
- Diretto da: Christopher Misiano
- Scritto da: Aaron Sorkin

### Trama
Lo Stato Maggiore sta lavorando col Presidente per liberare gli ostaggi; CJ prepara l'agente Sloan all'incontro con la stampa, anche perché crede fermamente nella sua innocenza. Toby incontra il senatore Gillette e discutono sui voti che il senatore può portare o meno a favore del Presidente riguardo al progetto di legge sulla previdenza. Il black out finalmente finisce e il sondaggio riprende, mentre Donna insiste con Josh affinché inviti Joy a cena. L'operazione di salvataggio si rivela un'imboscata e muoiono i soldati della squadra di recupero, scatenando l'ira del Presidente sia per i morti, che per essere stato preso in giro dal controspionaggio colombiano. Il presidente colombiano propone a Bartlet la scarcerazione di un signore della droga in cambio degli ostaggi. Abbey è preoccupata per la salute del marito, anche in vista di un secondo mandato, e litigano nuovamente.
- Altri interpreti: Marlee Matlin (Joy Lucas), Stockard Channing (First Lady Abigail Bartlet), Emily Procter (Ainsley Hayes), Ted McGinley (Mark Gottfried), Gregory Alan Williams (Robbie Mosley), Tony Plana (Mickey Troop), Richard Riehle (Agente Sloan), Ed Begley Jr. (Senatore Seth Gillette), Glenn Morshower (Mike Kysler)

## Un padre ingombrante
- Titolo originale: Ellie
- Diretto da: Michael Engler
- Scritto da: Kevin Falls & Laura Glasser

### Trama
La responsabile della sanità Millicent Griffith partecipa a una chat in cui si parla della depenalizzazione della marijuana, pronunciandosi a favore e scatenando una bufera nell'Ala Ovest perché è una posizione contraria a quella dell'amministrazione Bartlet; Josh le chiede di dimettersi ricevendo il rifiuto della donna. Intanto l'Associazione per i valori della famiglia fa pubblicare su 22 quotidiani nazionali l'elenco di nomi di persone che si sono opposte alla diffusione di un certo film, e tra i nominativi compare anche quello di Bartlet, cosa di cui lui non sa niente. Eleonor Bartlet, una delle figlie del Presidente, rilascia una dichiarazione a sostegno della Griffith scatenando l'ira del padre. I sindacati e l'associazione pensionati vogliono il senatore Gillette nella commissione per la riforma della previdenza, ma Toby non può domandare al senatore di accettare l'incarico poiché rifiuterebbe per dispetto a causa di passati disaccordi, quindi chiede alla sua ex-moglie Andrea di aiutarlo.
- Altri interpreti: Mary Kay Place (Dott.ssa Millicent Griffith), Kathleen York (Deputato Andrea Wyatt), Nina Siemaszko (Ellie Bartlet), Robert Knepper (Morgan Ross), John Capodice (Lenny), Paul Eiding (membro del Congresso)

## Alto tradimento
- Titolo originale: Somebody's Going to Emergency, Somebody's Going to Jail
- Diretto da: Jessica Yu
- Scritto da: Paul Redford & Aaron Sorkin

### Trama
Washington è paralizzata da una manifestazione di studenti che chiedono giustizia globale e tocca a Toby incontrare i rappresentanti. Sono anche oggetto di studio alcuni provvedimenti di indulto; a tale proposito Stephanie Gault chiede all'amica Donatella, assistente di Josh, di parlare con Sam affinché interceda presso il Presidente per concedere l'indulto a suo nonno, che ha lavorato alla Casa Bianca negli anni '40 e che è stato condannato per spionaggio durante il periodo del Maccartismo. Sam incontra l'ostruzionismo dell'FBI che si vergogna di quel periodo, e incontra poi il Consigliere per la sicurezza nazionale McNally, che gli mostra un dossier dell'NSA che afferma incontrovertibilmente che Gault era una spia dell'l'Unione Sovietica. CJ incontra il dott. Fallow, che propone di cambiare tutte le carte geografiche perché secondo lui sono sbagliate.
- Altri interpreti: Roma Maffia (Agente Rhonda Sachs), Anna Deavere Smith (Nancy McNally), Clark Gregg (Agente speciale dell'FBI Michael Casper), John Billingsley (Dott. John Fallow), Jolie Jenkins (Stephanie Gault), Brent Hinkley (Prof. Donald Huke)

## Ostruzionismo
- Titolo originale: The Stackhouse Filibuster
- Diretto da: Bryan Gordon
- Scritto da: Pete McCabe

### Trama
Il senatore Stackhouse fa ostruzionismo durante una seduta del Senato tirando in lungo il suo intervento, e ritardando così l'inizio della votazione per l'approvazione di una legge: è venerdì sera e tutti vorrebbero andare a casa, ma ciò non è possibile prima che la votazione abbia avuto luogo. Le voci fuori campo di CJ, Sam e Josh, che stanno scrivendo una mail ai loro genitori, raccontano che tutto è iniziato con una legge sul benessere della famiglia a cui il senatore voleva aggiungere un emendamento a favore della cura dei bambini autistici, aggiunta che gli è stata rifiutata. Toby intanto parla al vicepresidente di una testimonianza fatta alla commissione federale del commercio in cui si afferma che le norme troppo rigide sulle emissioni volute dall'amministrazione Bartlet incidono sulla raffinazione del greggio in modo troppo costoso e non fanno trarre benefici all'ambiente e, stranamente, il vicepresidente si schiera con l'amministrazione, suscitando i sospetti di Toby. Donatella scopre che la testardaggine del senatore è dovuta al fatto di avere un nipotino autistico e lo staff escogita un modo costituzionale per interrompere l'intervento del senatore, che sta durando da più di 8 ore, e permettere così l'inserimento dell'emendamento voluto da Stackhouse.
- Altri interpreti: George Coe (Senatore Howard Stackhouse), Tim Matheson (Vice Presidente Hoynes), Kathryn Joosten (Sig.ra Dolores Landigham)

## Una difficile rivelazione
- Titolo originale: 17 People
- Diretto da: Alex Graves
- Scritto da: Aaron Sorkin

### Trama
Toby è sempre più preoccupato dal comportamento del vicepresidente e legge tra le righe la sua volontà a candidarsi come Presidente alle prossime elezioni; a tal fine chiede a Leo che cosa può far pensare a Hoynes di potersi candidare e gli chiede anche che cosa gli si sta nascondendo. Leo pertanto chiede a Bartlet di dire a Toby la verità sulla sua malattia. Sam e Josh stanno riscrivendo il discorso per la cena con i giornalisti perché noioso e privo di brio. Toby rimane sconvolto dalla rivelazione di Bartlet: il Presidente, secondo lui, ha mentito alla Nazione; inoltre Ziegler gli espone tutti gli episodi in cui Bartlet non si è comportato secondo la Costituzione: la crisi in Kashmir o quando non ha passato i poteri al vicepresidente durante l'attentato. Ora Toby si spiega in parte il comportamento di Hoynes e anche perché la First Lady si è rintanata a Manchester snobbando gli incontri pubblici, e paventa la possibilità di impeachment qualora la notizia diventi di dominio pubblico.
- Altri interpreti: Emily Procter (Ainsley Hayes)

## Il bandolo della matassa
- Titolo originale: Bad Moon Rising
- Diretto da: Bill Johnson
- Scritto da: Felicia Wilson

### Trama
Leo convince Bartlet a consultare Oliver Babish, avvocato e consigliere legale della Casa Bianca, riguardo al fatto di aver taciuto della sua malattia al popolo. Intanto i problemi non mancano: il Messico ha avuto un crollo economico e una petroliera si è incagliata al largo del Delaware perdendo greggio. Babish spiega al Presidente che, essendo un avvocato del Governo, non è tenuto al segreto professionale e inizia a fargli domande per capire se ha spergiurato in passato o ha dichiarato esplicitamente il falso in qualche documento. Qualcuno ha fatto una soffiata ai giornali sulla riunione sui finanziamenti e tocca a CJ scovare la spia. Charlie, nel compilare i moduli di iscrizione all'università, si accorge che alle matricole è richiesta un'anamnesi familiare e che Zoey non ha dichiarato, pur conoscendola, la malattia del padre; essendo minorenne il modulo è stato firmato da un genitore, quindi Bartlet ha di fatto dichiarato il falso in un documento. Babish a questo punto consiglia a Bartlet di rendere pubblica la sua malattia a partire dal suo staff e al contempo si preparano per la bufera legale, politica e mediatica che ne deriverà.
- Altri interpreti: Oliver Platt (Consigliere per la Casa Bianca Oliver Babish), Eric Stonestreet (aiutante del consigliere alla Casa Bianca), Jacqueline Kim (Tenente Emily Lowenbrau), Emily Procter (Ainsley Hayes), Robert Curtis Brown e Scott Lawrence (Commissari del Congresso), Kathryn Joosten (Sig.ra Dolores Landigham)

## La morsa della verità
- Titolo originale: The Fall's Gonna Kill You
- Diretto da: Christopher Misiano
- Scritto da: Patrick Caddell

### Trama
Martin Connelly chiede a Josh che la Casa Bianca stanzi altri soldi per la causa contro le compagnie del tabacco. La notizia della malattia del Presidente viene rivelata allo staff e tutti reagiscono male temendo ripercussioni legali poiché pensano che nessuno crederà al fatto che loro fossero all'oscuro. Donatella riceve la notizia dalla NASA che un satellite cinese sta cadendo sulla Terra in modo incontrollato. Josh incarica Joy Lucas di iniziare un sondaggio per capire come reagiranno gli americani alla notizia della malattia di Bartlet: il problema è che nel sondaggio la Lucas non potrà inserire il nome di Bartlet per non diffondere la notizia. Babish inizia a interrogare lo staff e la first lady per capire cosa sapevano e cosa non sapevano della sclerosi multipla del Presidente, e anche per capire come procedere con la difesa di Bartlet. Viene fuori che Abigail, in quanto medico, iniettava betaserone al marito per ridurre la frequenza delle crisi.
- Altri interpreti: Oliver Platt (Consigliere per la Casa Bianca Oliver Babish), Stockard Channing (First Lady Abigail Bartlet), Lee Wilkof (Martin Connelly), Marlee Matlin (Joy Lucas), Rosalind Chao (Jane Gentry), Spencer Garrett (Richard Will)

## Prima dell'annuncio
- Titolo originale: 18th and Potomac
- Diretto da: Robert Berlinger
- Scritto da:  Lawrence O'Donnell Jr.

### Trama
Joy Lucas incontra lo staff e il Presidente con i risultati del sondaggio, che sono sconfortanti: gli elettori, interpellati su un caso ipotetico senza fare il nome di Bartlet, rispondono che lo riterrebbero un bugiardo e che non voterebbero per lui. Intanto la Casa Bianca si ritrova a gestire un colpo di Stato a Port-au-Prince: è necessario evacuare il personale dall'ambasciata americana locale e decidere se dare asilo al presidente di Haiti. Lo staff sta cercando di capire come presentare l'annuncio: discorso, durata del discorso, modalità di trasmissione e CJ contatta Paul Hackett per avere mezz'ora in diretta per il Presidente e la First Lady, mentre Josh segue lo sviluppo del processo tra lo Stato e le industrie del tabacco. Babish ravvisa violazione del codice deontologico medico da parte della signora Bartlet, che ha prescritto le medicine al marito e le consiglia di prendere un avvocato. Con tutto quello che sta accadendo, arriva anche una notizia tragica: la signora Landigham, la segretaria personale del Presidente a cui sono tutti molto affezionati, è morta in un incidente d'auto a causa di una guidatrice ubriaca.
- Altri interpreti: Marlee Matlin (Joy Lucas), Stockard Channing (First Lady Abigaill Bartlet), Gregory Alan Williams (Robbie Mosley), Gary Carlos Cervantes (Bobby Dunn), Oliver Platt (Consigliere per la Casa Bianca Oliver Babish), Anna Deavere Smith (Nancy McNally), John Rubinstein (Senatore Andy Ritter), Peter Michael Goetz (Paul Hackett), Robert Walden (Senatore Rossiter), Glenn Morshower (Mike Kysler), Kathryn Joosten (Sig.ra Dolores Landigham)

## Le due cattedrali
- Titolo originale: Two Cathedrals
- Diretto da: Thomas Schlamme
- Scritto da: Aaron Sorkin

### Trama
Leo deve fare i conti con la sottocommissione che controlla il budget per giustizia e commercio, che non vuole stanziare altri fondi per la causa contro le lobby del tabacco. È il giorno del funerale della signora Landigham, della diretta in cui il Presidente annuncerà al Paese che è malato da anni di sclerosi multipla e in cui una squadra di militari si sta dirigendo a Port-au-Prince in aiuto delle persone bloccate all'interno dell'ambasciata americana. In alcuni flashback si viene a conoscenza del passato del giovane Bartlet, figlio di un padre scostante e autoritario, preside dell'esclusivo collegio in cui studia il ragazzo; il padre assunse alle sue dipendenze la giovane signora Dolores Landigham: nel corso degli anni Josiah e Dolores impareranno a conoscersi e a stimarsi reciprocamente. Sarà il ricordo della donna a infondere coraggio al Presidente e a fargli annunciare, sorprendendo il suo stesso staff, che intende ricandidarsi alle prossime elezioni.
- Altri interpreti: Stockard Channing (First Lady Abigail Bartlet), Anna Deavere Smith (Nancy McNally), Kirsten Nelson (Signora Landigham da giovane), Don McManus (Greg Summerhays), Kathryn Joosten (Sig.ra Dolores Landigham)